# Union des Sociétés Françaises de Sports Athlétiques

A União das Sociedades Francesas de Esportes Atléticos (em francês: Union des sociétés françaises de sports Athlétiques (USFSA)) foi um órgão do governo criado para difundir os esportes na França. Durante a década de 1890 e o início de 1900, organizou vários esportes, incluindo: atletismo, ciclismo, hóquei sobre a grama, esgrima, croquet e natação. No entanto, talvez seja mais reconhecida por ser o principal órgão dirigente do futebol e do rúgbi, até ser efetivamente substituída pela Federação Francesa de Futebol (em francês: Fédération Française de Football (FFF)) e pela Federação Francesa de Rugby (em francês: Fédération Française de Rugby (FFR)). A USFSA rejeitou qualquer forma de profissionalismo e foram fortes defensores do esporte amador.
Além de contribuir para o crescimento do esporte na França, a USFSA também ajudou a ser pioneira no desenvolvimento do esporte internacional. Entre seus membros fundadores estava Pierre de Coubertin, fundador dos Jogos Olímpicos modernos, que inspirou-se em sua logomarca, dois anéis intercalados, para criar em 1913 a logomarca hoje universalmente reconhecida dos Jogos e do Comitê Olímpico Internacional, os cinco anéis entrelaçados representando os cinco continentes. Em 1900, junto com a Union Vélocipédique de France , foi também uma das duas federações que representaram a França na reunião inaugural da União Ciclista Internacional (em francês: Union Cycliste Internationale (UCI)). Então, em 1904, Robert Guérin, secretário do comitê de futebol da USFSA, foi um dos principais responsáveis pela fundação da Federação Internacional de Futebol (em francês: Fédération Internationale de Football Association (FIFA)). Onde também foi seu primeiro presidente.

## História

### Fundação

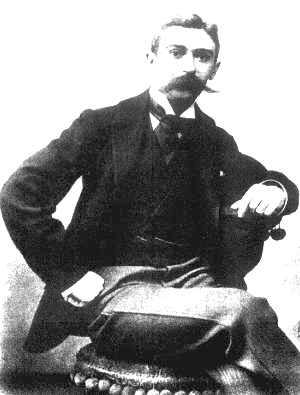
Pierre de Coubertin, o fundador dos Jogos Olímpicos modernos, também ajudou a fundar a USFSA. Em várias ocasiões, também assumiu funções de presidente e secretário-geral da federação

Em 29 de dezembro de 1885, Georges de Saint-Clair, secretário-geral do Racing Club de France, e os delegados do Stade Français, formaram a Union des Sociétés Françaises de Course a Pied. Então, em 1º de junho de 1888, Pierre de Coubertin, fundador dos Jogos Olímpicos da era moderna, com o apoio de Jules Simon e Henri Didon, formou o Comité pour la Propagation des Exercises Physiques ("Comitê para a Propagação dos Exercícios Físicos"). Um grupo que também era conhecido como Comité Jules Simon. Por fim, em novembro de 1890, os dois grupos se fundiram e deram origem a Union des sociétés françaises de sports Athlétiques (USFSA). Inicialmente, a USFSA estava centrada em Paris, mas seus membros logo se expandiram para incluir clubes esportivos de toda a França.

### Influência nos Jogos Olímpicos
Em 1891, quando a USFSA organizou seu primeiro campeonato de atletismo, Henri Didon, como presidente honorário, anunciou que o lema da organização seria Citius, Altius, Fortius ("mais rápido, mais alto, mais forte"). Em 1924, esse lema seria adotado pelo movimento olímpico. O símbolo olímpico de cinco anéis interligados também foi baseado em um design usada pela USFSA. As equipes que representaram a organização vestiram um uniforme baseado nas cores da bandeira da França. Isso incluía uma camisa branca com dois anéis interligados, um vermelho e um azul. Os dois anéis representavam os dois grupos que se fundiram para formar a USFSA, enquanto a versão olímpica representava os cinco continentes. Pierre de Coubertin também esperava que a USFSA fosse a responsável pela organização dos Jogos Olímpicos de Paris em 1900. No entanto, por conta de uma disputa, Coubertin acabou renunciando ao cargo de secretário-geral da USFSA em abril de 1899, e com isso a organização do evento foi parar em outras mãos.

### Rugby
Em 20 de março de 1892, a USFSA organizou o primeiro campeonato francês de rúgbi, um jogo único entre o Racing Club de France e o Stade Français. O jogo foi arbitrado por Pierre de Coubertin e o Racing venceu por 4–3. O Racing foi premiado com o Bouclier de Brennus, que ainda hoje é concedido aos vencedores do Top 14, o campeonato francês de rúgbi. O troféu foi ideia de Coubertin, que contratou Charles Brennus, membro da USFSA e artista profissional, para desenhá-lo.

### Futebol

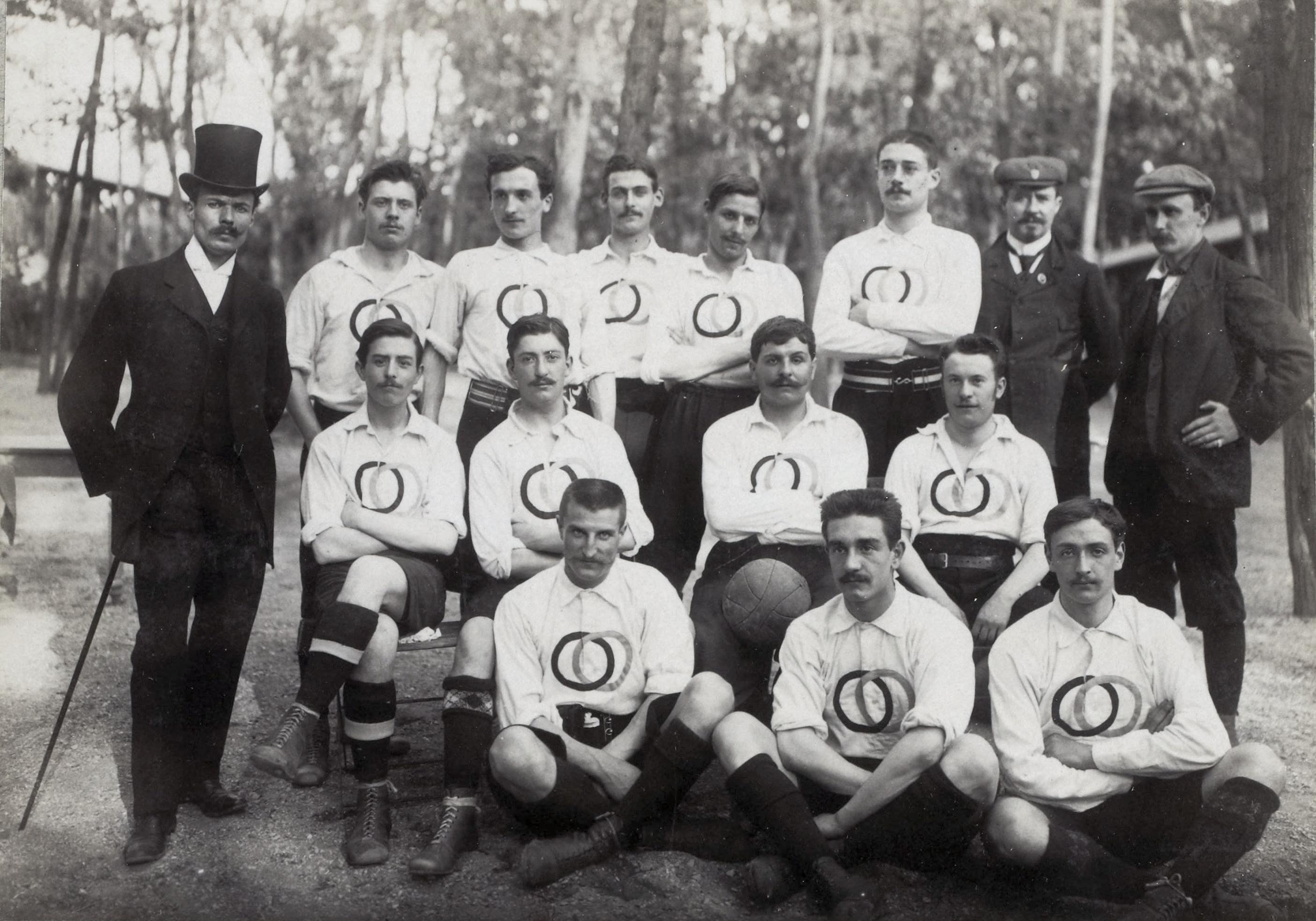
A seleção francesa de futebol nos Jogos Olímpicos de 1900. Os jogadores estão usando o logotipo distintivo da USFSA com os dois anéis interligados. Este design inspirou mais tarde o símbolo olímpico

Em 1894, a USFSA também organizou o primeiro campeonato francês de futebol reconhecido. A primeira competição contou com apenas quatro times de Paris e foi organizada em um sistema eliminatório (famoso "mata-mata"). Na grande decisão, o Standard Athletic Club derrotou o White Rovers por 2–0 no replay ("jogo de desempate"). Com a expansão da liga, em 1896, tínhamos nove equipes e, depois de 1899, os vencedores da Liga de Paris passaram a enfrentar os campeões de outras regiões e cidades francesas. Em 1899, o Le Havre se tornou o primeiro clube de fora de Paris a ser declarado campeão do futebol francês.
Em 1900, a USFSA enviou jogadores do parisiense Club Français para representar a França nos Jogos Olímpicos de Verão de 1900. Em 1º de maio de 1904, a USFSA também selecionou a primeira seleção francesa de futebol oficial. Eles seguraram um empate por 3–3 com a Bélgica em Bruxelas. No mesmo ano, Robert Guérin, secretário do comitê de futebol da USFSA, foi um dos principais responsáveis pela fundação da FIFA e também seu primeiro presidente.
No entanto, a USFSA não detinha o monopólio da organização do futebol na França. Entre 1896 e 1907, a Fédération des Sociétés Athlétiques Professionnelles de France (FSAPF), que como seu nome sugere, defendia o profissionalismo, também organizou um campeonato. Em 1905, uma organização rival, a Fédération Gymnastique et Sportive des Patronages de France (FGSPF), liderada por Charles Simon e Henri Delaunay e apoiada pela Igreja Católica, também começou a organizar competições. Em 1906, a Fédération Cycliste et Amateur de France (FCAF), uma precursora da Federação Francesa de Ciclismo (Fédération Française de Cyclisme) também começou a organizar um campeonato de futebol. Em 1907, a FGSPF e a FCAF, juntamente com várias organizações regionais que também organizavam o futebol, formaram o Comité Français Interfédéral (CFI). O CFI organizou o Trophée de France que desafiaria o equivalente da USFSA, a Coupe National , como o campeonato francês reconhecido.
Em 1907, a USFSA desentendeu-se com a FIFA quando esta se recusou a reconhecer a Amateur Football Association (da Inglaterra). A FIFA reconhecia apenas uma federação nacional por país, e assim reconheceu a The Football Association (da Inglaterra), fato que fez a USFSA abandonar a FIFA. Com isso, a USFSA foi substituída pela CFI como representante da França. Como não bastasse, eles também perderam o controle sobre a seleção nacional. Em 1913, no entanto, o comitê de futebol da USFSA tornou-se afiliado do CFI e em 1919 o CFI foi reorganizado e deu origem a Federação Francesa de Futebol. O ano de 1919 também foi o último no qual a USFSA organizou o seu campeonato nacional de futebol, a Coupe National.
Em homenagem à USFSA, os membros da seleção francesa de futebol usaram uma réplica do uniforme usado em sua primeira partida em 1904 (na qual exibiam o emblema da USFSA) durante a partida de comemoração do Centenário da FIFA contra o Brasil no Stade de France em maio de 2004.